# OY Большого Пса
OY Большого Пса (лат. OY Canis Majoris) — одиночная переменная звезда в созвездии Большого Пса на расстоянии (вычисленном из значения параллакса) приблизительно 4909 световых лет (около 1505 парсеков) от Солнца. Видимая звёздная величина звезды — от более +15,5m до +9,7m.

## Характеристики
OY Большого Пса — красная пульсирующая переменная S-звезда, мирида (M) спектрального класса S-*2e.